# Premi Alitalia
El Premi Alitalia és un premi cinematogràfic italià atorgat anualment per l'Acadèmia del Cinema Italià com a part del David di Donatello. Aquest premi especial fou concedit del 1984 al 1991 i rep el nom de la companyia aèria italiana Alitalia que patrocinava el premi. Recompensvaa personalitats del cinema italià, actor, director, guionista o productor.

## Guanyadors
Els guanyadors del premi han estat:
| Any  | Guanyador                                          |
| ---- | -------------------------------------------------- |
| 1984 | Ettore Scola, per la direcció de Ballando ballando |
| 1985 | Francesco Rosi, per la direcció de Carmen          |
| 1986 | Nanni Moretti, director i actor                    |
| 1987 | Anna Maria Clementelli, productora                 |
| 1987 | Silvio Clementelli, productor                      |
| 1987 | Damiano Damiani, director                          |
| 1987 | Fulvio Lucisano, productor                         |
| 1988 | Claudia Cardinale, actriu                          |
| 1989 | Monica Vitti, actriu                               |
| 1990 | Nino Manfredi, actor i director                    |
| 1991 | Enrico Montesano, actor i director                 |